# Isosaari (ö i Finland, Mellersta Finland, Jyväskylä, lat 62,17, long 26,19)
Isosaari är en ö i Finland. Den ligger i sjön Ruokonen och i kommunen Toivakka i den ekonomiska regionen  Jyväskylä ekonomiska region  och landskapet Mellersta Finland, i den södra delen av landet, 230 km norr om huvudstaden Helsingfors. Öns area är 0,5 hektar och dess största längd är 110 meter i nord-sydlig riktning.